# Tripteroides nepenthicola
Tripteroides nepenthicola är en tvåvingeart som först beskrevs av Banks 1909.  Tripteroides nepenthicola ingår i släktet Tripteroides och familjen stickmyggor.
Artens utbredningsområde är Filippinerna. Inga underarter finns listade i Catalogue of Life.